# Gia tộc Al Nahyan
Al Nahyan (tiếng Ả Rập: آل نهيان Āl Nohayān/ tiếng Việt: Gia tộc Nahyan) là một trong sáu gia tộc nắm quyền Các Tiểu vương quốc Ả Rập Thống nhất, và có lãnh thổ tại thủ đô Abu Dhabi, Các Tiểu vương quốc Ả Rập Thống nhất. Al Nahyan là một nhánh của Nhà Al Falahi (Āl Bū Falāḥ), một nhánh của bộ tộc Bani Yas, và có liên quan đến Nhà Al Falasi và cũng liên quan đến Nhà Bani Yas của Al-Yassi, hai nhà/bộ lạc hùng mạnh này cai trị Dubai, hậu duệ là Al Maktoum. Al Nahyans đến Abu Dhabi vào thế kỷ 18, từ Liwa Oasis. Họ là những người cai trị Abu Dhabi từ năm 1793, và đã cai trị bộ lạc của họ ở Liwa Oasis hàng trăm năm trước. Năm trong số những người cai trị cai trị từ cuối những năm 1800 đến đầu những năm 1900 là anh, em của nhau và thanh trừng nhau.

## Thành viên
Thành viên nổi bật của gia tộc Al Nahyan:
Sheikh viết tắt Sheik, Shykh, Shayk, Shaykh, Cheikh, Shekh, và Shaikh chỉ tước hiệu tôn kính dành cho nam giới; Sheikha cho nữ giới

### Cai trị Abu Dhabi
- 1761–1793: Sheikh Dhiyab bin Isa Al Nahyan
- 1793–1816: Sheikh Shakhbut bin Dhiyab Al Nahyan
- 1816–1818: Sheikh Muhammad bin Shakhbut Al Nahyan
- 1818–1833: Sheikh Tahnun bin Shakhbut Al Nahyan
- 1833–1845: Sheikh Khalifa bin Shakhbut Al Nahyan
- 1845–1855: Sheikh Saeed bin Tahnun Al Nahyan
- 1855–1909: Sheikh Zayed bin Khalifa Al Nahyan, ông Zayed
- 1909–1912: Sheikh Tahnun bin Zayed Al Nahyan
- 1912–1922: Sheikh Hamdan bin Zayed Al Nahyan
- 1922–1926: Sheikh Sultan bin Zayed Al Nahyan
- 1926–1928: Sheikh Saqr bin Zayed Al Nahyan
- 1928–1966: Sheikh Shakhbut bin Sultan Al Nahyan (1905–1989)
- 1966–2004: Sheikh Zayed bin Sultan Al Nahyan (1918–2004)
- 2004–2022: Sheikh Khalifa bin Zayed Al Nahyan (1948–2022)
- 2022–nay: Sheikh Mohammed bin Zayed Al Nahyan (1961–), Tổng thống hiện tại của UAE

### Thành viên gia tộc khác
- Sheikh Mohammad bin Zayed bin saqr Al Nahyan
- Sheikh Said bin Zayed Al Nahayan Sheikh Khalifa bin Zayed Al Nahyan
- Sheikh Mohammad bin Khalifa bin Zayed
- Sheikh Khalid bin Zayed bin Saqr Al Nahyan
- Sheikh Ahmed bin Mohammad bin Zayed bin Saqr Al Nahyan
- Sheikh Saqr bin Mohammad bin Zayed bin Saqr Al Nahyan
- Sheikha Fatima bin Zayed bin Saqr Al Nahyan (vợ của Sheikh Humaid bin Rashid Al Nuaimi, thành viên Hội đồng Tối cao UAE và cai trị Ajman)
- Sheikh Saeed bin Shakhbut bin Sultan Al Nahyan
- Sheikh Sultan bin Shakhbut bin Sultan Al Nahyan
- Sheikha Ousha bint Shakhbut bin Sultan Al Nahyan
- Sheikha Moza bint Shakhbut bin Sultan Al Nahyan
- Sheikha Qout bint Shakhbut bin Sultan Al Nahyan
- Sheikha Roudha bint Shakhbut bin Sultan Al Nahyan
- Sheikh Khalid bin Sultan Al Nahyan
- Sheikha Maryam bint Sultan Al Nahyan
- Sheikh Sultan bin Khalifa Al Nahyan (*1965)
- Sheikh Zayed bin Sultan bin Khalifa Al Nahyan
- Sheikh Mohammed bin Sultan bin Khalifa Al Nahyan
- Sheikh Mohammed bin Khalifa bin Zayed Al Nahyan (*1972), thành viên Hội đồng Điều hành Abu Dhabi
- Sheikha Osha bint Khalifa bin Zayed
- Sheikh Sultan bin Zayed Al Nahyan (1953), Phó Thủ tướng trước đây
- Sheikh Khalid bin Sultan bin Zayed Al Nahyan
- Sheikh Mohammed bin Zayed Al Nahyan (*1961), Thái tử Abu Dhabi và Phó Tư lệnh Tối cao Lực lượng vũ trang UAE, cưới Sheikha Salama bint Hamdan Al Nahyan
- Sheikh Khalid bin Mohammed bin Zayed Al Nahyan
- Sheikha Shamma bint Mohammed bin Zayed bin Sultan Al Nahyan (*1992)
- Sheikh Zayed bin Mohammed bin Zayed Al Nahyan
- Sheikh Dhiab bin Mohammed bin Zayed Al Nahyan
- Sheikha Hessa bint Mohammed bin Zayed Al Nahyan (*2001)
- Sheikh Hamdan bin Mohammed bin Zayed Al Nahyan
- Sheikha Maryam bint Mohammed bin Zayed Al Nahyan
- Sheikh Hamdan bin Zayed bin Sultan Al Nahyan (*1963), Phó Thủ tướng, cưới Sheikha Shamsa bint Hamdan Al Nahyan
- Sheikh Sultan bin Hamdan bin Zayed,
- Sheikha Moizza bint Sultan bin Zayed Al Nahyan
- Sheikh Waseem bin Sultan bin Zayed Al Nahyan
- Sheikh Mateen bin Mohammed bin Zayed Al Nahyan
- Sheikh Hazza bin Zayed bin Sultan Al Nahyan (*1965)
- Sheikh Tahnoon bin Zayed bin Sultan Al Nahyan
- Sheikh Mansour bin Zayed Al Nahyan (*1970), Bộ trưởng vấn đề Tổng thống, cưới Sheikha Manal bint Mohammed bin Rashid Al Maktoum
- Sheikh Zayed bin Mansour bin Zayed Al Nahyan
- Sheikha Fatima bint Mansour bin Zayed Al Nahyan (*2006)
- Sheikh Mohammed bin Mansour bin Zayed Al Nahyan (*2007)
- Sheikh Abdullah bin Zayed Al Nahyan (*1972), Bộ trưởng Bộ Ngoại giao
- Sheikh Saif bin Zayed Al Nahyan (*1968), Bộ trưởng Bộ Nội vụ
- Sheikh Ahmed bin Zayed Al Nahyan (1968-2010)
- Sheikh Hamed bin Zayed Al Nahyan (*1971)
- Sheikh Omar bin Zayed Al Nahyan
- Sheikh Khalid bin Zayed Al Nahyan
- Sheikh Saeed bin Zayed Al Nahyan (*1966)
- Sheikh Nahyan bin Zayed Al Nahyan
- Sheikh Falah bin Zayed Al Nahyan (*1970)
- Sheikh Diab bin Zayed Al Nahyan (*1966)
- Sheikh Issa bin Zayed Al Nahyan
- Sheikh Nasser bin Zayed Al Nahyan (1967-2008)
- Sheikha Latifa bint Zayed bin Sultan Al Nahyan
- Sheikha Maitha bint Zayed bin Sultan Al Nahyan
- Sheikha Shaikha bint Zayed bin Sultan Al Nahyan
- Sheikha Shamma bint Zayed bin Sultan Al Nahyan
- Sheikha Elyazieh bint Zayed bin Sultan Al Nahyan
- Sheikha Afra'a bint Zayed bin Sultan Al Nahyan

Nhánh
- Sheikh Nahyan bin Mubarak Al Nahyan — Nguyên Bộ trưởng Bộ Giáo dục Cao học
- Sheikh Hamad bin Hamdan Al Nahyan
- Sheikh Ahmed bin Saif Al Nahyan
- Sheikh Mansoor bin Tahnoon Al Nahayan